# 石戸教嗣
石戸 教嗣（いしど のりつぐ、1950年3月27日 - ）は、日本の教育社会学者、埼玉大学名誉教授。専門は教育社会学・システム論。

## 来歴
北海道生まれ。1973年一橋大学社会学部卒、1980年京都大学大学院教育学研究科博士課程教育社会学専攻単位取得退学、京大教育学部助手、1982年京都女子大学講師、1985年助教授、1987年埼玉大学教育学部助教授、1997年教授、1999年「ルーマン教育システム論の再構成」で京大教育学博士。2015年定年退任、名誉教授。

## 著書
- 『ルーマンの教育システム論』恒星社厚生閣 2000年
- 『教育現象のシステム論』勁草書房 教育思想双書 2003年
- 『リスクとしての教育 システム論的接近』世界思想社 2007年

### 共編著
- 『システムとしての教育を探る 自己創出する人間と社会』今井重孝共編著 勁草書房 2011年
- 『教育社会学を学ぶ人のために 新版』編 世界思想社 2013年

## 論文
- CiNii>石戸教嗣